# Осенние воспоминания (фильм, 2016)
«Осенние воспоминания» — украинский драматический фильм, снятый Али Фахри Мусави в копродукции с Ираном и Чехией. Премьера ленты состоялась 24 августа 2016 в Киеве. В украинском прокат фильм вышел 6 октября 2016. Фильм рассказывает об украинском военном, который влюбляется в слепую беженку из Ирана.

## В ролях
- Дмитрий Линартович
- Назанин Ахмадишахпоурабади
- Татьяна Юрикова
- Александр Игнатуша

## Производство
Съёмки фильма начались в октябре 2015 и проходили в течение месяца в Трускавце и сёлах Дрогобычского района, в частности — в селе Доброгостов по приглашению и при поддержке Трускавецкого международного кинофестиваля «Корона Карпат» и фильм-комиссии «Прикарпатье». Бюджет ленты состоял из частных средств чешских и иранских продюсеров.
Для участия в фильме Дмитрия Линартовича, который был мобилизован в АТО, авторы ленты обратились к Министерства обороны Украины с просьбой отпустить актёра на время съёмок, что и было сделано.

## Выпуск
По словам создателей, фильм выйдет в прокат во всех странах, задействованных в создании картины. На вопрос журналиста, не будет ли запрещено в Иране фильм иностранного производства, сопродюсер Амир Сеид Задех ответил, что «проблем не будет, ведь тема влияния военных конфликтов на судьбы простых людей — та, которая понятна и объединяет всех».

## Ссылка
- «Осенние воспоминания» (англ.) на сайте Internet Movie Database